# California Birth Index

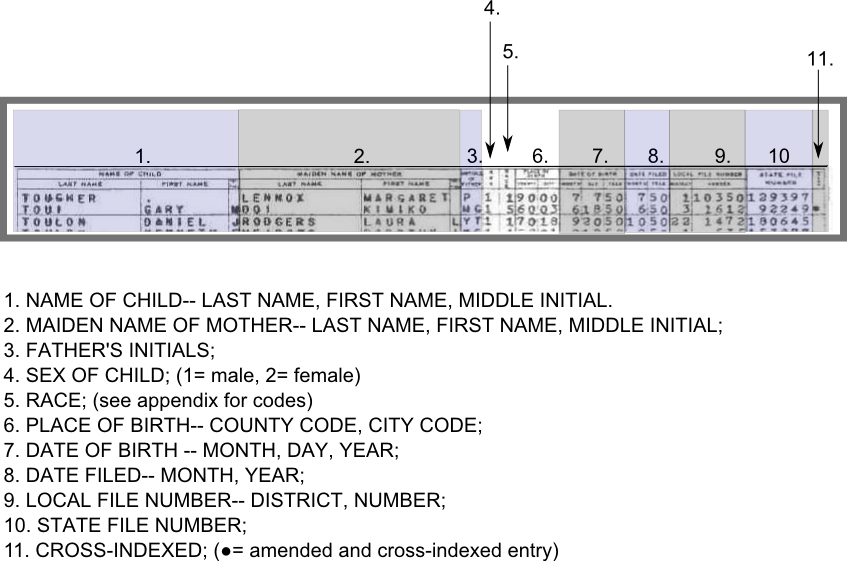
Microfiche van CABI – 1950 voorbeeld

De California Birth Index (CABI) is het geboorteregister van de Amerikaanse staat Californië. De database wordt opgesteld door het California Office of Health Information and Research en bevat alle geboortedata van personen die in de staat geboren zijn, tussen 1905 en 1995. Elke file bevat de geboortedatum van de persoon, de volledige naam, plaats van geboorte, geslacht en de originele naam van de moeder. Geadopteerde mensen worden meestal met hun adoptienaam geregistreerd, maar soms ook hun originele naam-, of helemaal niet geregistreerd.  